# WallStreetBets
r/wallstreetbets, también conocido como WallStreetBets o WSB, es un subreddit fundado por Jaime Rogozinski donde los participantes discuten el comercio de acciones y opciones. Se ha vuelto notable por su naturaleza profana, estrategias comerciales agresivas y su papel en la contracción corta de GameStop que causó pérdidas en posiciones cortas en empresas estadounidenses que superaron los 70 mil millones de dólares en unos pocos días a principios de 2021. El subreddit es famoso por su jerga colorida y términos.

## Resumen
Este subreddit se describe con el lema "si 4chan hubiera encontrado una terminal Bloomberg", es conocido por sus agresivas estrategias comerciales, que se centran en el comercio de opciones altamente especulativas y con apalancamiento. Los miembros de este subreddit son en gran parte jóvenes inversores aficionados, sin una noción particular de prácticas de inversión y gestión de riesgos. Su actividad se asemeja a las apuestas. La popularidad de los brokers gratuitos y las aplicaciones comerciales en línea han contribuido potencialmente al crecimiento de estas tendencias comerciales. Los miembros de las comunidades a menudo ven el trading intradía de alto riesgo como una oportunidad para mejorar rápidamente sus condiciones financieras y obtener ingresos adicionales. Algunos de los miembros tienden a usar capital prestado, como préstamos para estudiantes, para apostar por ciertas "acciones de memes" que muestran popularidad dentro de la comunidad.
El subreddit también es conocido por su naturaleza profana y juvenil, y los miembros a menudo se refieren a sí mismos como "autistas" y "degenerados". Los usuarios también utilizan con frecuencia jergas como "stonks" para las acciones, "tendies" para ganancias o ganancias, "osos homosexuales" para aquellos que esperan que una acción baje, para cortos de acciones, o como un insulto general, "DD" para el análisis de operaciones potenciales (de "debida diligencia"), "bagholder" para uno cuya posición ha bajado drásticamente de valor, y "manos de diamante" o "manos de papel" para cuando un comerciante mantiene sus acciones o realiza operaciones antes, respectivamente.

## Caso GameStop
El 22 de enero de 2021 los usuarios de WallStreetBets inician un apretón en cortos de las acciones de GameStop, empujándolas significativamente al alza. Esto se produce poco después de una declaración de Andrew Left, director del fondo Citron Research, que predice que el valor de las acciones disminuiría. En contra de su pronóstico, el 26 de enero, la acción sube en más de un 600% y su alta volatilidad hace que la negociación se detenga varias veces. Otro fondo de cobertura, Melvin Capital, se ve obligado a pedir 2.750 millones de dólares a otros grupos privados para cubrir sus pérdidas en acciones de Gamestop.
Un moderador de WallStreetBets llamado DeepFuckingValue afirma que “no hay un esfuerzo organizado por parte de la moderación para promover, asesorar o recomendar acciones”
El 24 de enero, un moderador de r/wallstreetbets escribió una publicación que decía: "No hay ningún esfuerzo organizado por parte de aquellos [de] nosotros que moderamos esta comunidad para promover, asesorar o recomendar acciones. Es contrario a nuestra política hacerlo y sienten que es crucial permitir que los miembros puedan compartir sus ideas entre sí con autonomía ". 
Después de que la acción de GameStop haya cerrado con un alza del 92,7%, el martes 26 de enero el empresario Elon Musk tuitea un enlace al subreddit, aumentando aún más el efecto de la negociación bursátil. Esto tiene un efecto en el recuento de suscriptores de r/wallstreetbets, de 2.2 millones de suscriptores el día anterior a más de 4.7 millones de suscriptores tres días después.
El 27 de enero de 2021, WallStreetBets desencadena un nuevo movimiento bursátil contra AMC, una empresa en una posición similar a GameStop. El 27 de enero, el servidor oficial de WallStreetBets en Discord fue prohibido por "contenido discriminatorio y de odio". Discord negó que la prohibición estuviera relacionada con la restricción de GameStop en curso. En una declaración oficial publicada en el subreddit r/wallstreetbets, los moderadores afirmaron que sus esfuerzos por eliminar automáticamente el contenido que violaba las reglas se habían visto abrumados por la gran afluencia de usuarios y criticaron a Discord por no proporcionar las herramientas necesarias para tomar medidas para reducir el discurso de odio en el servidor. Posteriormente, el servidor de Discord de WallStreetBets se volvió a poner en línea y se informó que el personal de Discord ayudó con moderación.
Los moderadores cambiaron r/wallstreetbets a privado alrededor el 27 de enero las 7:00 p. m., antes de ser hecho público nuevamente alrededor de una hora después. una semana después del apreton en cortos de GameStop, el subreddit había ganado más de 2,4 millones de nuevos suscriptores, mientras que anteriormente, el sub tardaba 9 años en llegar a 2,2 millones. Al 3 de febrero de 2021, el subreddit tenía 8.5 millones de seguidores.
Un usuario que vendió acciones de GME durante el aumento de precio decidió gastar su dinero en consolas y juegos de Nintendo Switch. Luego donó inmediatamente dichas consolas y juegos al Children's Minnesota Hospital.

### Efectos sobre la plataforma  Robinhood
Varios miembros del subreddit utilizan la aplicación Robinhood para negociar acciones y opciones. Algunos miembros han sido responsables de importantes eliminaciones de funciones y corrección de errores después de identificar y publicar métodos de explotación.

#### Prohibición de los "diferenciales de caja"
Alrededor de enero de 2019, un usuario conocido como u/1R0NYMAN vendió un diferencial de caja creando un crédito de $ 300.000 que debería haberlo obtenido de $ 40.000 a $ 50.000 en el transcurso de 2 años. Describió el comercio como una forma de ganar "dinero sin riesgo", pero desconocía el riesgo de la asignación. Unos días después, algunas de las opciones se ejercieron en su contra, causando una pérdida de más de $ 60.000; calculando a partir de la cantidad original en la cuenta de usuario, $ 5.000, el rendimiento negativo de la operación fue -1,832.99%. Como resultado, Robinhood decidió poco después que ya no permitiría el comercio de diferenciales de caja. El usuario retiró $ 10.000 de la cuenta antes de que se cerraran las posiciones; el sitio web de noticias MarketWatch cree que el propio corretaje asumió la mayor parte de la pérdida.

#### «Apalancamiento infinito»
Un usuario conocido con el nombre de u/ControlTheNarrative publicó un error en la plataforma de trading, que logró explotar con un apalancamiento para multiplicar su depósito inicial de 2000 $ a 50000 $. Después de esto, logró vender opciones de compra para recuperar dinero líquido a partir de su cuenta. Este dinero le permitió, a su vez, comprar opciones de venta sobre las acciones de Apple provocando una pérdida de 46000 $, lo que es considerable con relación al depósito inicial de 2000 $. Grabó la reacción en vivo a su pérdida y la subió a su canal de YouTube. Muchos otros usuarios del subreddit intentaron encontrar el fallo bautizándolo como "clave de dinero gratis", antes de que fuera corregido. Un usuario pretende haber abierto una posición de un millón de dólares a partir de un depósito de 2000 $.

#### Restricciones al trading en Robinhood
El 28 de enero de 2021, los brokers en línea como Robinhood, TD Ameritrade, WeBull y E-Trade restringen el corretaje de acciones de Gamestop (GME), AMC Cinema (AMC), Nokia (NOK), BlackBerry (BB), Koss (KOSS), Bath and Beyond (BBBY) y las empresas de ropa Express (EXPR) y Naked Brand Group (NAKD), citando la extrema volatilidad de estas acciones. La SEC de EE. UU. y la Autorité des marchés financiers du Quebec publicaron el mismo día llamadas de precaución a los inversores en relación con el riesgo de pérdidas asociadas con la alta volatilidad de ciertos valores bursátiles populares en los foros de discusión, refiriéndose a Wallstreetbets.
Desde entonces, numerosos miembros de la comunidad han expresado su indignación hacia esas empresas, en particular Robinhood. Los esfuerzos de los miembros de r/wallstreetbets y otros a través de la plataforma Reddit cayeron en picado la calificación de estrellas de Robinhood en las tiendas de aplicaciones de iOS y Android a una estrella el 28 de enero, aunque la intervención de Google aumentó su calificación a 2.2 (al 30 de enero) por eliminar reseñas de una estrella. Finalmente se presentaron demandas colectivas contra Robinhood por las restricciones al comercio.